# 안소니 워드

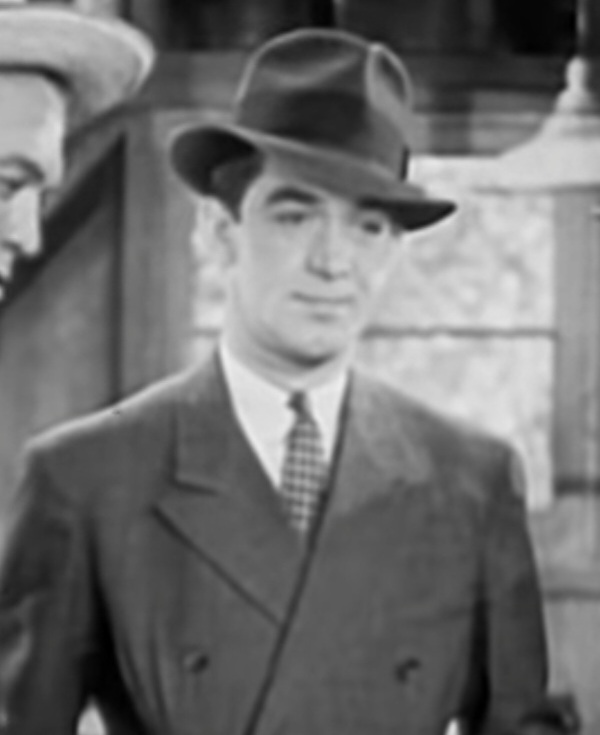

안소니 워드(Anthony Warde, 1908년 11월 4일 ~ 1975년 1월 8일)는 미국의 배우, 텔레비전 배우이다.
펜실베이니아주에서 태어났으며 할리우드에서 사망하였다.

## 영화
- 카펫베거 (1964년)
- 미스터 에드 (1961년)
- 델리케이트 딜리퀀트 (1957년)
- 나는 비밀을 알고 있다 (1956년)
- 히어 컴 더 걸스 (1953년)
- 우주 전쟁 (1953년)
- 애보트와 코스텔로- 크리스마스 쇼 (1952년)
- 아토믹 시티 (1952년)
- 스톰 워닝 (1951년)
- 레이더 패트롤 대 스파이 킹 (1949년)
- 블랙 위도우 (1947년)
- 댓 하겐 걸 (1947년)
- 더 미싱 레이디 (1946년)
- 퍼플 몬스터 스트라이크 (1945년)
- 미이라의 유령 (1944년)
- 센세이션스 오브 1945 (1944년)
- 폴로우 더 보이즈 (1944년)
- 화이트 세비지 (1943년)
- 팬텀 (1943년)
- 사막의 노래 (1943년)
- 배트맨 (1943년)
- 브로드웨이 (1942년)
- 딕 트레이시 대 범죄 주식회사 (1941년)
- 스파이더 리턴즈 (1941년)
- 블루스 인 더 나잇 (1941년)
- 시 호크 (1940년)
- 벅 로저스 (1939년)
- 플래시 고든의 화성 여행 (1938년)
- 마리 앙투아네트 (1938년)